# 안산군
안산군(安山郡)은 1914년에 시흥군과 수원군에 분할 편입되어 사라진 경기도의 옛 행정구역이다. 지금의 안산시 일원과 시흥시 남부, 수원시 권선구 입북동, 군포시 대야동, 송부동 일부, 의왕시 월암동·초평동을 관할하였다.

## 유래
처음 이름은 장항구(獐項口) 또는 고사야홀차(古斯也忽次)이다. 장항구를 한자의 뜻으로 풀면 노루의 입(또는 목)이 된다. 신라시대에 장단군 대강면에 있던 임강현(臨江縣)의 초기 이름도 '장항'으로 가차 표기가 같은데, 고대 고구려어인지는 확실치 않다. 장항구라는 이름이 당항성과 비슷하다는 점이 주목되기도 한다. '안산(安山)'이라는 이름은 고려시대 이후부터 쓰였다.

## 역사
| Daedongyeojido (Gyujanggak) 13-05.jpg | Daedongyeojido (Gyujanggak) 13-04.jpg |
| Daedongyeojido (Gyujanggak) 14-06.jpg | Daedongyeojido (Gyujanggak) 14-05.jpg |

- 백제의 영토였으나, 백제가 고구려에 패하여 웅진으로 천도한 후 고구려는 이 지역을 장항구현(獐項口縣)이라 하였다.
- 757년(신라 경덕왕 16년) : 행정제도 개편으로 장구군(獐口郡)으로 개칭하였다. 영현(領縣)은 설치되지 않았다.
- 940년: 안산군(安山郡)으로 개칭하였다.
- 1018년: 안산현(安山縣)이 되었다.
- 1308년: 지군사(知郡事)로 승격되었다.
- 1895년 음력 윤 5월 1일: 인천부 안산군으로 개편되었다.[1]
- 1896년 8월 4일: 경기도 안산군으로 개편되었다.[2]
- 1906년 9월 24일: 1577년부터 존속해 온 광주군의 견아상입지(또는 월경지)인 북방면(北方面)[3]·성곶면(聲串面)[4]·월곡면(月谷面)[5]이 편입되었다.[6]
- 1912년 2월 5일: 안산군의 동리 명칭이 개정되었다.[7]
- 1914년 4월 1일 : 군이 폐지되고 시흥군과 수원군에 분할 편입되었다. 8년 전에 광주군에서 편입되었던 북방면·성곶면·월곡면은 수원군 반월면(半月面)이 되었다.[8]
- 1986년 1월 1일 경기도 반월지구출장소(시흥군 군자면, 수암면의 각 일부와 화성군 반월면 일부)가 안산시로 승격되면서 옛 안산군이 사실상 부활되었다. 오리지널 안산군 지역은 3분의 1만 얻었다 나머지는 다 오리지널 아님[9]

## 행정구역
| 1912년 이전                                                        | 1914년 이후                          | 현재                  | 현재     |
| 1912년 이전                                                        | 1914년 이후                          | 행정구역              | 법정구역 |
| ------------------------------------------------------------------ | ------------------------------------ | --------------------- | -------- |
| 대월면(大月面) 거모포동(去毛浦洞)·석곡동(石谷洞)                   | 시흥군 군자면(君子面) 거모리(去毛里) | 시흥시 군자동         | 거모동   |
| 대월면 선부동(仙府洞)·달산리(達山里)                               | 시흥군 군자면 선부리                 | 안산시 단원구 선부1동 | 선부동   |
| 대월면 선부동(仙府洞)·달산리(達山里)                               | 시흥군 군자면 선부리                 | 안산시 단원구 선부2동 | 선부동   |
| 대월면 선부동(仙府洞)·달산리(達山里)                               | 시흥군 군자면 선부리                 | 안산시 단원구 선부3동 | 선부동   |
| 마유면(馬遊面) 조현리(鳥峴里)·장상리(長上里)                       | 시흥군 군자면 장현리(長峴里)         | 시흥시 장현동         | 장현동   |
| 마유면 장하리(長下里)·조촌리(鳥村里)·응곡리(鷹谷里)                | 시흥군 군자면 장곡리(長谷里)         | 시흥시 장곡동         | 장곡동   |
| 마유면 월동리(月東里)·월서리(月西里)                               | 시흥군 군자면 월곶리(月串里)         | 시흥시 월곶동         | 월곶동   |
| 마유면 정왕리(正往里)·오이리(烏耳里)                               | 시흥군 군자면 정왕리                 | 시흥시 정왕본동       | 정왕동   |
| 마유면 정왕리(正往里)·오이리(烏耳里)                               | 시흥군 군자면 정왕리                 | 시흥시 정왕1동        | 정왕동   |
| 마유면 정왕리(正往里)·오이리(烏耳里)                               | 시흥군 군자면 정왕리                 | 시흥시 정왕2동        | 정왕동   |
| 마유면 정왕리(正往里)·오이리(烏耳里)                               | 시흥군 군자면 정왕리                 | 시흥시 정왕3동        | 정왕동   |
| 마유면 정왕리(正往里)·오이리(烏耳里)                               | 시흥군 군자면 정왕리                 | 시흥시 정왕4동        | 정왕동   |
| 마유면 정왕리(正往里)·오이리(烏耳里)                               | 시흥군 군자면 정왕리                 | 시흥시 배곧1동        | 배곧동   |
| 마유면 정왕리(正往里)·오이리(烏耳里)                               | 시흥군 군자면 정왕리                 | 시흥시 배곧2동        | 배곧동   |
| 마유면 죽율리(竹栗里)                                              | 시흥군 군자면 죽율리                 | 시흥시 정왕본동       | 죽율동   |
| 마유면 구정리(九井里)·산북리(山北里)                               | 시흥군 군자면 군자리(君子里)         | 시흥시 군자동         | 군자동   |
| 와리면(瓦里面) 원당포동(元堂浦洞)·초지동(草芝洞)                   | 시흥군 군자면 초지리                 | 안산시 단원구 초지동  | 초지동   |
| 와리면 성두리(城頭里)·무곡동(茂谷洞)                               | 시흥군 군자면 성곡리(城谷里)         | 안산시 단원구 초지동  | 성곡동   |
| 와리면 이목동(梨木洞)·능산리(陵山里)                               | 시흥군 군자면 목내리(木內里)         | 안산시 단원구 초지동  | 목내동   |
| 와리면 원하리(元下里)·시우동(時雨洞)                               | 시흥군 군자면 원시리(元時里)         | 안산시 단원구 초지동  | 원시동   |
| 와리면 원상리(元上里)·모곡리(茅谷里)                               | 시흥군 군자면 원곡리(元谷里)         | 안산시 단원구 백운동  | 원곡동   |
| 와리면 원상리(元上里)·모곡리(茅谷里)                               | 시흥군 군자면 원곡리(元谷里)         | 안산시 단원구 원곡동  | 원곡동   |
| 와리면 선곡리(船谷里)·신각동(新角洞)·성내리(城內里)·적길리(赤吉里) | 시흥군 군자면 신길리(新吉里)         | 안산시 단원구 신길동  | 신길동   |
| 군내면(郡內面) 수암리(秀岩里)·서정리(西亭里)                       | 시흥군 수암면(秀巖面) 수암리         | 안산시 상록구 안산동  | 수암동   |
| 군내면 장상리(章上里)·동곡리(東谷里)                               | 시흥군 수암면 장상리                 | 안산시 상록구 안산동  | 장상동   |
| 군내면 장하리(章下里)                                              | 시흥군 수암면 장하리                 | 안산시 상록구 안산동  | 장하동   |
| 군내면 부곡리(釜谷里)·신리(新里)                                   | 시흥군 수암면 부곡리                 | 안산시 상록구 부곡동  | 부곡동   |
| 군내면 부곡리(釜谷里)·신리(新里)                                   | 시흥군 수암면 부곡리                 | 안산시 상록구 월피동  | 부곡동   |
| 군내면 양상리(楊上里)·양하리(楊下里)                               | 시흥군 수암면 양상리                 | 안산시 상록구 월피동  | 양상동   |
| 군내면 성포리(聲浦里)·점성리(占星里)                               | 시흥군 수암면 성포리                 | 안산시 상록구 성포동  | 성포동   |
| 인화면(仁化面) 능곡리(陵谷里)·북곡리(北谷里)                       | 시흥군 수암면 능곡리                 | 시흥시 능곡동         | 능곡동   |
| 인화면 화정리(花井里)·광곡리(廣谷里)                               | 시흥군 수암면 화정리                 | 안산시 단원구 선부3동 | 화정동   |
| 인화면 화정리(花井里)·광곡리(廣谷里)                               | 시흥군 수암면 화정리                 | 시흥시 능곡동         | 화정동   |
| 인화면 와상리(瓦上里)·와하리(瓦下里)                               | 시흥군 수암면 와리(瓦里)             | 안산시 단원구 와동    | 와동     |
| 인화면 고잔리(古棧里)                                              | 시흥군 수암면 고잔리                 | 안산시 단원구 고잔동  | 고잔동   |
| 인화면 고잔리(古棧里)                                              | 시흥군 수암면 고잔리                 | 안산시 단원구 중앙동  | 고잔동   |
| 인화면 고잔리(古棧里)                                              | 시흥군 수암면 고잔리                 | 안산시 단원구 호수동  | 고잔동   |
| 인화면 월입피리(月入陂里)                                          | 시흥군 수암면 월피리(月陂里)         | 안산시 상록구 월피동  | 월피동   |
| 초산면(草山面) 조남리(鳥南里)·제청리(祭廳里)                       | 시흥군 수암면 조남리                 | 시흥시 목감동         | 조남동   |
| 초산면 목감리(木甘里)·율포리(栗浦里)                               | 시흥군 수암면 목감리                 | 시흥시 목감동         | 목감동   |
| 초산면 물왕리(物旺里)·상직리(上職里)                               | 시흥군 수암면 물왕리                 | 시흥시 목감동         | 물왕동   |
| 초산면 산현리(山峴里)·궤곡리(潰谷里)                               | 시흥군 수암면 산현리                 | 시흥시 목감동         | 산현동   |
| 초산면 하상리(下上里)·중직리(中職里)                               | 시흥군 수암면 하상리                 | 시흥시 연성동         | 하상동   |
| 초산면 광석리(廣石里)·하하리(下下里)                               | 시흥군 수암면 광석리                 | 시흥시 연성동         | 광석동   |
| 초산면 하중리(下中里)                                              | 시흥군 수암면 하중리                 | 시흥시 연성동         | 하중동   |
| 초산면 논곡리(論谷里)                                              | 시흥군 수암면 논곡리                 | 시흥시 목감동         | 논곡동   |
| 북방면 속달이리(速達二里)·속달삼리(速達三里)                       | 수원군 반월면 속달리                 | 군포시 대야동         | 속달동   |
| 북방면 둔대동(屯垈洞)                                              | 수원군 반월면 둔대리                 | 군포시 대야동         | 둔대동   |
| 북방면 대야미(大夜味)·속달일리(速達一里)                           | 수원군 반월면 대야미리               | 군포시 대야동         | 대야미동 |
| 북방면 대야미(大夜味)·속달일리(速達一里)                           | 수원군 반월면 대야미리               | 군포시 송부동         | 대야미동 |
| 북방면 도마교(渡馬橋)                                              | 수원군 반월면 도마교리               | 군포시 송부동         | 도마교동 |
| 북방면 건건리(乾乾里)                                              | 수원군 반월면 건건리                 | 안산시 상록구 반월동  | 건건동   |
| 북방면 팔곡일리(八谷一里)                                          | 수원군 반월면 팔곡일리               | 안산시 상록구 반월동  | 팔곡일동 |
| 북방면 팔곡이리(八谷二里)                                          | 수원군 반월면 팔곡이리               | 안산시 상록구 본오1동 | 팔곡이동 |
| 성곶면 일리(一里)                                                  | 수원군 반월면 일리                   | 안산시 상록구 일동    | 일동     |
| 성곶면 이리(二里)                                                  | 수원군 반월면 이리                   | 안산시 상록구 일동    | 이동     |
| 성곶면 이리(二里)                                                  | 수원군 반월면 이리                   | 안산시 상록구 이동    | 이동     |
| 성곶면 삼리(三里)·사리(四里)                                       | 수원군 반월면 사리                   | 안산시 상록구 사동    | 사동     |
| 성곶면 삼리(三里)·사리(四里)                                       | 수원군 반월면 사리                   | 안산시 상록구 사이동  | 사동     |
| 성곶면 삼리(三里)·사리(四里)                                       | 수원군 반월면 사리                   | 안산시 상록구 해양동  | 사동     |
| 성곶면 본오리(本五里)·분오리(分五里)                               | 수원군 반월면 본오리                 | 안산시 상록구 본오1동 | 본오동   |
| 성곶면 본오리(本五里)·분오리(分五里)                               | 수원군 반월면 본오리                 | 안산시 상록구 본오2동 | 본오동   |
| 성곶면 본오리(本五里)·분오리(分五里)                               | 수원군 반월면 본오리                 | 안산시 상록구 본오3동 | 본오동   |
| 월곡면 사사리(沙士里)                                              | 수원군 반월면 사사리                 | 안산시 상록구 반월동  | 사사동   |
| 월곡면 당수리(棠樹里)·오룡동(五龍洞)                               | 수원군 반월면 당수리                 | 수원시 권선구 입북동  | 당수동   |
| 월곡면 입북리(笠北里)                                              | 수원군 반월면 입북리                 | 수원시 권선구 입북동  | 입북동   |
| 월곡면 상초평리(上草坪里)·하초평리(下草坪里)                       | 수원군 반월면 초평리(草坪里)         | 의왕시 부곡동         | 초평동   |
| 월곡면 월암동(月岩洞)·일리동(一里洞)·대대동(大垈洞)                | 수원군 반월면 월암리                 | 의왕시 부곡동         | 월암동   |